# Digbeu Cravate
Digbeu Cravate, de son vrai nom Zouho Bla Michel, est un acteur ivoirien né le 7 janvier 1969 dans l'ouest de la Côte d'Ivoire et éduqué  dans le pays Abbey (Agboville). Il est reconnu comme l'un des meilleurs comédiens humoristes Ivoiriens.

## Biographie
Il est en réalité d'ethnie Yacouba, même si dans ses prestations, il fait croire au public qu'il est purement d'ethnie Bété à travers son personnage.
Digbeu Cravate a progressé des planches vers le cinéma où il a côtoyé des scènes de spectacle et autres théâtres. C'est ce qui lui a permis de se retrouver dans la série télévisée Ma famille diffusée sur la chaîne Ivoirienne RTI (Radio Télévision Ivoirienne), sur Canal + (le Parlement du rire) où il joue aux côtés de Charlotte Ntamack, Michel Gohou et Mamane, aussi dans les gags annuels Bonjour, en One man show et dans la série «Ma grande famille » diffusé sur A+ Ivoire.

## Filmographie
- 2016 : Bienvenue au Gondwana
- 2002-2007 : Ma famille
- 2020: Ma grande famille
- Lago le terrible

## Distinction
- Prix spécial humour lors de la 1er édition de LES GBICH D'OR [7]

## Célébration
- 2021 : 25 ans de carrière au palais de la culture[8],[9]